# 제4회 재외동포영화제
제4회 재외동포영화제는 2008년 8월 28일에 열린 시상식이다.

## 수상 및 후보

### 통일, 기억과 구상
- 새터민청소년 창작뮤지컬 나의 길을 보여다오! Part1-이야기 - 오원환
- 영옥이의 부재중 통화 - 김건
- 기나긴 여정1 - 이성일
- 기나긴 여정2- 흐르지 않는 기억 - 전광혁

### 이웃사촌
- 박보-부르고 싶은 노래가 있다 - 타나카 유키오
- 홈타운 - 야다 키요미

### 700만의 발자국
- 풀메탈 빌리지 - 조성형
- 포르노!멜로!드라마! - 손희숙
- 주말 - 김은미
- 자유로운 새의 춤 - 박루슬란
- EGGS - 김우
- 경계 - 장률
- 11세 - 장률
- 허스 - 김정중
- 궤도 - 김광호
- 할매꽃 - 문정현